# Mokrý Háj
Mokrý Háj este o comună slovacă, aflată în districtul Skalica din regiunea Trnava. Localitatea se află la altitudinea de 263 m deasupra n.m., se întinde pe o suprafață de 6,87 km2 și în 2017 număra 717 locuitori.

## Istoric
Localitatea Mokrý Háj este atestată documentar din 1569.

## Demografie
| An:                | 1994 | 2004   | 2014    | 2024   |
| ------------------ | ---- | ------ | ------- | ------ |
| Număr de persoane: | 578  | 623    | 712     | 680    |
| Diferență:         |      | +7,78% | +14,28% | −4,49% |

| An:                | 2023 | 2024   |
| ------------------ | ---- | ------ |
| Număr de persoane: | 702  | 680    |
| Diferență:         |      | −3,13% |